# غندمكار العليا (ميانكوه)
غندمکار العلیا (بالفارسية: گندمکار علیا) هي قرية تقع في إيران في Miankuh Rural District. يقدر عدد سكانها بـ 302 نسمة .